# 福伸電機
福伸電機株式会社（ふくしんでんき、英: FUKUSHIN ELECTRIC Corporation）は兵庫県神崎郡に本社を置く企業である。

## 取り扱い製品
- 自社製品
  - 電動カート
  - 養殖漁業用投餌機
  - 住宅設備機器
- 受託開発製品
  - 道路交通システム機器
  - 自転車用機能部品
  - 医療機器

## 沿革
- 1957年（昭和32年）7月 - 宮内英二が福伸鉄工所を個人創業。金型を自社製作で農業機器部品（除草機）の加工開始。
- 1958年（昭和33年）4月 - 自動車用電装部品（配電器）の加工開始。
- 1961年（昭和36年）
  - 3月 - 法人組織に変更。福伸電機株式会社と改める。
  - 4月 - 第2工場新設、住宅関連機器部品（セントラルヒーティング）の製造開始。
- 1964年（昭和39年）9月 - 自動車用電装部品（サブAssy）の組立開始。
- 1967年（昭和42年）
  - 2月 - 田口工場新設。自動車用電装部品（スターターのフィールドコイルアマチュア）の製造開始。
  - 5月 - 粟賀工場新設。自動車用電装部品（スターターのアマチュア）の製造開始。
- 1970年（昭和45年）8月 - ゴルフカートの製造開始。
- 1972年（昭和47年）2月 - 単車用フレームの製造開始。
- 1977年（昭和52年）5月 - 養殖漁業用投餌機の製造販売開始。
- 1980年（昭和55年）5月 - 姫路工場新設。ソーラー機器の製造開始。
- 1981年（昭和56年）9月 - カーオーディオ基板の組立開始。
- 1983年（昭和58年）1月 - 石油ストーブの製造販売開始。
- 1984年（昭和59年）1月 - 紙幣処理機の製造開始。
- 1986年（昭和61年）2月 - 田口第2工場新設。自動車用電装部品（電子制御コントロール基板Assy）の製造開始。
- 1987年（昭和62年）7月 - 資本金9,900万円に増資。
- 1989年（平成元年）7月 - 明石工場新設。住宅関連機器部品（燃焼筒・給湯器ケース）の製造。
- 1990年（平成2年）2月 - 電動車の製造販売開始。
- 1994年（平成6年）
  - 5月 - 本社管理棟新設。
  - 10月 - 自動車エアバック用インフレーター部品の製造開始
- 1995年（平成7年）
  - 1月 - 阪神・淡路大震災で明石工場被災。
  - 8月 - 福崎工場新設。
- 1997年（平成9年）
  - 5月 - 国際規格ISO 9001認証取得。
  - 7月 - 石油ファンヒーター用タンクキャップの完成品製造開始。
- 2000年（平成12年）4月 - 二見工場新設、宅関連機器部品（バーナーケース燃焼管セット・ファンモーター）の製造開始、キッチン用電動昇降ラックの製造販売開始。
- 2001年（平成13年）4月 - 第2代社長に宮内康伴就任。
- 2003年（平成15年）2月 - 国際規格ISO 14001認証取得。
- 2006年（平成18年）2月 - 西治工場新設。自動車用電装部品（ヨークAssy）の製造開始。
- 2007年（平成19年）9月 - 住宅関連機器部品（2次熱交換器）の製造開始。
- 2012年（平成24年）2月 - 自動車用バッテリーケースの製造開始。
- 2013年（平成25年）
  - 2月 - 太陽光発電システム導入（福崎工場・西治工場）。
  - 10月 - 福伸電機（蘇州）有限公司設立。
- 2015年（平成27年）1月 - 明石工場増設。
- 2016年（平成28年）
  - 9月 - 航空宇宙産業JIS Q 9100認証取得。
  - 11月 - 高知太陽光発電所新設。
- 2018年（平成30年）
  - 9月 - 国際特殊工程認証 Nadcap認証取得。
  - 12月 - 福崎工場増設。
- 2019年（平成31年）2月 - 自動車産業 国際規格IATF16949認証取得。

## 拠点
本社・本社工場
〒679-2288　兵庫県神崎郡福崎町福田447-1

### 事業所
- 福崎工場 - 〒679-2215　兵庫県神崎郡福崎町西治833-1
- 西治工場 - 〒679-2215　兵庫県神崎郡福崎町西治860-28
- 明石工場 - 〒674-0093　兵庫県明石市二見町南二見1-17
- 二見工場 - 〒674-0093　兵庫県明石市二見町南二見13-4
- 姫路工場 - 〒679-2101　兵庫県姫路市船津町4159-1
- 第2工場 - 〒679-2215　兵庫県神崎郡福崎町西治546-1
- 田口第1工場 - 〒679-2218　兵庫県神崎郡福崎町田口352
- 田口第2工場 - 〒679-2218　兵庫県神崎郡福崎町田口306
- 粟賀工場 - 〒679-2414　兵庫県神崎郡神河町粟賀町463

## 関連会社
- フクシン金属工業株式会社
- 気高電機株式会社
- フクシンテクニカルサービス株式会社
- 福伸電機（蘇州）有限公司
- 建高電業有限公司
- 新建高電業（深圳）有限公司